# لعبة تجسس (فلم)
لعبة تجسس هو فيلم من نوع حركة أُصدر في 19 نوفمبر 2001. الفيلم من إنتاج بيكون بيكتشرز ‏ ويونيفرسال بيكشرز، ومن توزيع يونيفرسال بيكشرز، وهو من إخراج توني سكوت، أما السيناريو فكان من كتابة مايكل فروست بيكنر وديفيد أراتا.

## القصة
تقع أحداث الفيلم في هونغ كونغ وGeorge Bush Center for Intelligence ‏ وبرلين الغربية وبيروت وسوجو وبرلين الشرقية وفيتنام.

## طاقم التمثيل
- Tibor Kenderesi  [لغات أخرى]‏
- ويل روتغين
- Pál Oberfrank  [لغات أخرى]‏
- Károly Rékasi  [لغات أخرى]‏
- كاثيرين مككورماك
- مايكل بول تشان
- ستيوارت ميليغان
- Andrew Grainger [الإنجليزية]‏
- يان بورتر
- James Aubrey (actor) [الإنجليزية]‏
- Joseph Chanet  [لغات أخرى]‏
- Bill Buell  [لغات أخرى]‏
- شارلوت رامبلينج
- Ted Maynard ‏
- Tom Hodgkins ‏
- Quinn Collins ‏
- Sam Scudder ‏
- Yann Johnson ‏
- Pat McGrath ‏
- In-Sook Chappell ‏
- David Cheung ‏
- Tony Xu  [لغات أخرى]‏
- Mark Sung ‏
- David Tse ‏
- Logan Wong ‏
- Hon Ping Tang ‏
- Daniel Tse ‏
- Vincent Wang ‏
- Eddie Yeoh ‏
- Freddie Joe Farnsworth ‏
- Zsolt Zágoni  [لغات أخرى]‏
- Balázs Tardy  [لغات أخرى]‏
- Géza Schramek  [لغات أخرى]‏
- Melinda Völgyi ‏
- Kimberly Paige ‏
- Gregory Groth ‏
- Peter Linka ‏
- Mohamed Picasso ‏
- Aziz Ait Essahmi ‏
- Moustapha Moulay ‏
- Mohamed Quatib ‏
- Farid Regragui ‏
- Tim Briggs ‏
- Frank Nall ‏
- ديميتري غوريتساس [الإنجليزية]‏
- ديفيد همينجز
- كين ليونغ
- حميدو بنمسعود
- لاين سميث [الإنجليزية]‏
- ماثيو مارش
- بيندكت وونغ
- نبيل مسعد  [لغات أخرى]‏
- تود بويس
- براد بيت
- ماريان جان باتيست
- أوميد جليلي
- أدريان بانج
- أندريا أوسفارت
- كولن ستينتون
- ديل دي
- جاريك هاجون
- هو يي
- روبرت ريدفورد
- شان ريمر
- ماثيو ووكر
- ستيفن ديلان
- Rufus Wright [الإنجليزية]‏
- Imre Csuja  [لغات أخرى]‏
- Anita Deutsch  [لغات أخرى]‏
- لاري بريجمان

## الإنتاج
موسيقى الفيلم التصويرية كانت من تأليف هاري جريجسون ويليامز.

## وصلات خارجية
- مقالات تستعمل روابط فنية بلا صلة مع ويكي بيانات